# Wincenty Studniarski
Wincenty Studniarski herbu Pobóg (ur. 1833 w Międzyrzeczu, zm. 29 września 1903 w Kicinie) – polski prezbiter, działacz społeczny, proboszcz parafii Wierzenica-Kicin.

## Życiorys
Urodził się w Międzyrzeczu. Był synem Feliksa i Aurelii z Żychlińskich oraz stryjem Jana Władysława i Stefana Tadeusza. Od 1857 był wikarym kościoła w Lubiniu. W 1864 został proboszczem parafii w Kicinie, która od 1812 była w unii personalnej z parafią w Wierzenicy. Ks. Studniarski był zaangażowany w działalność powstałego w 1867 z inicjatywy Augusta Cieszkowskiego kółka rolniczego "Wierzenica-Kicin". Na założycielskim zebraniu kółka został wybrany jego sekretarzem, którą to funkcję pełnił do 1875. Następnie (do 1882) był wiceprezesem kółka. Prawdopodobnie dzięki jego staraniom w 1870 parafia w Kicinie otrzymała specjalne brewe odpustowe od papieża Piusa IX z okazji uroczystości św Józefa i rocznicy konsekracji kościoła. Ks. Studniarski zainicjował wiele inwestycji budowlanych w latach sześćdziesiątych i siedemdziesiątych (reparację budynków gospodarczych: stajni, owczarni, obory) oraz w późniejszym okresie: inwestycje dotyczące kościoła (nowe organy i związana z tym przebudowa chóru organowego w 1879) a także remont plebanii (1890). Dzięki staraniom księdza Studniarskiego w latach 1896 - 1903 powstał nowy budynek plebanii, nowa studnia oraz zespół budynków gospodarczych a także przeprowadzono remont kicińskiej świątyni. Ks. Studniarski zmarł w Kicinie 29 września 1903.  